# Континентална блокада
Континентална блокада или континентални систем назив је за спољну политику Наполеона I Бонапарте према Британским острвима током Наполеонових ратова. 

## Блокада
Британска империја била је једина држава која је учествовала у свим ратовима против Наполеона. Сем тога, она је била и главни финансијер и подстрекач наставка опирања француској моћи. Наполеон је још и пре завршетка борбе са Четвртом коалицијом планирао покушај да сломи Енглеску без употребе војне силе. Војска Британске империје није могла бројати више од 220.000 војника. Француско царство могло је сакупити и до 1.500.000 људи. Међутим, Британија је била неприкосновени господар мора. Поред тога, британска влада је 16. маја 1806. године донела одлуку о подизању поморске блокаде Француске и њених савезника. Као одговор на то, Наполеон је 21. новембра 1806. године у Берлину издао декрет којим је објавио да се Британска острва налазе у стању блокаде. Забранио је свим европским државама да тргују са Енглеском под претњом конфискације све енглеске робе и енглеских бродова. 
Берлински декрет означава почетак тзв. Наполеонове континенталне блокаде која је за циљ имала да доведе Енглеску до економске пропасти. Континенталном систему пришле су све француске вазалне државе и савезнице. Енглеска је на Берлински декрет одговорила блокадом француских пристаништа и завођењем контроле над трговином свих неутралних држава. Наполеон је, пак, на то одговорио Миланским декретом (17. децембар 1807) којим је наредио да свака лађа која долази из енглеских или пристаништа њених колонија буде конфискована. 
Наполеон је спроводио све ове мере ослањајући се на подршку француске буржоазије којој је одговарало уклањање енглеске конкуренције на европском тржишту. Наполеон је 1810. године завео и заштитну царину на колонијалну робу. Декретом у Тријанону (5. август), квинтал (150 килограма) жутога или неочишћеног ситног шећера био је оптерећен царином од 300 франака, квинтал кафе од 400 франака, а фунта левантинског памука 200 до 400 франака, а америчког 800. 
Континентална блокада спровођена је са изузетном строгошћу. У новембру 1809. године у Трсту је конфискована роба у вредности од 2,4 милиона франака, а следеће године у Мекленбургу конфисковано је чак 12 бродова натоварених колонијалном робом. Дана 19. октобра 1810. године Наполеон је издао декрет о спаљивању све заплењене робе. Међутим, колонијална роба ипак није спаљивана већ конфискована. Војска од 20.000 људи била је задужена за спровођење Наполеонових одлука. 
Године 1810. у Француској и њеним савезницама избија трговачко-индустријска криза изазвана скупоћом сировина услед енглеске контраблокаде. Трговачка пристаништа као што су Бордо, Марсељ, Хавр, пристаништа северне Немачке и Холандије, потпуно су замрла. Због тога је Наполеон био приморан да делимично наруши континентални систем издавањем посебних лиценци за увоз одређене робе из Енглеске. Услов је био да се из Француске извезе роба исте вредности. Ове мере имале су слабе резултате. Буржоазија, којој је сада била онемогућена поморска трговина, била је непријатељски настројена према Наполеону. Блокада је погађала и радничку класу која је остајала без посла и хране. Незадовољна Наполеоновим формирањем Варшавског војводства, Русија, која је такође била подрвгнута блокади, отворила је своје луке за енглеску робу (1810. године). Крајем исте године, Александар, руски цар, заводи заштитне царине на француску луксузну робу. То је био један од разлога за непријатељство две државе које ће 1812. године кулминирати у отворени сукоб из кога ће Русија изаћи као победник. Миром у Еребру закључен је савез између Британије и Русије уперен против Наполеона. 
Континентална блокада укинута је 11. априла 1814. године након Наполеонове прве абдикације.